# Fiat 1500 (1935)
De Fiat 1500 was een zescilinder personenauto die van 1935 tot 1950 geproduceerd werd door de Italiaanse autofabrikant FIAT.

## Geschiedenis
De Fiat 1500 werd in 1935 gepresenteerd op het Autosalon van Milaan. Het was een van de eerste auto's die in een windtunnel getest werd, naar het voorbeeld van de Amerikaanse Chrysler Airflow die een jaar eerder op de markt gekomen was. Het gestroomlijnd ontwerp bereikte een aerodynamische efficiëntie die in die tijd ongeëvenaard was. Fiat zou dit aerodynamisch ontwerp later ook toepassen op de kleinere Fiat Topolino en de Fiat Nuova Balilla.
Een andere noviteit was de zes-in-lijn benzinemotor met kopkleppen, met een cilinderinhoud van 1,493 cc en een vermogen van 33 kW (45 pk), goed voor een maximumsnelheid van 115 km/u. Ook de onafhankelijke voorwielophanging was nieuw.
De 1500 werd aangeboden als vierdeurs sedan met zelfmoordportieren achteraan of als tweedeurs cabriolet, eveneens met zelfmoordportieren. De wagens hadden geen kofferdeksel, de bagageruimte was enkel toegankelijk door de achterbank neer te klappen. Als alternatief was de 1500 ook beschikbaar als "rollend chassis" waar een carrosserie naar wens op gebouwd kon worden. Verschillende carrosseriebedrijven, waaronder Bertone en Touring, hebben op basis van het 1500-chassis diverse sedans en cabriolets gebouwd in beperkte oplage.

### 1500 B (1939)
In 1939 werd een verbeterde versie geïntroduceerd. Deze tweede serie onderscheidde zich, zoals dat bij Fiat destijds gebruikelijk was, door een letter toe te voegen aan de modelnaam: de Fiat 1500 B.  De 1500 B had krachtigere remmen en een handrem die op de transmissie werkte in plaats van op de trommelremmen achteraan, zoals voorheen. De 1500 B was verder vrijwel niet te onderscheiden van het originele model. Deze versie werd ook in Polen geproduceerd door Polski Fiat en werd daar in 1950 opgevolgd door de FSO Warszawa.

### 1500 C (1940)
In 1940 kreeg de 1500 een facelift. Deze nieuwe Fiat 1500 C had een meer conventioneel ogende voorkant. In navolging van de Fiat 2800, Fiat's vlaggenschip uit 1938, kreeg de 1500 C een groter en meer rechtopstaand radiatorrooster en koplampen die niet langer geïntegreerd waren in de voorspatborden. Vanaf dit model was de 1500 alleen nog als vierdeurs sedan verkrijgbaar.

### 1500 D (1946)

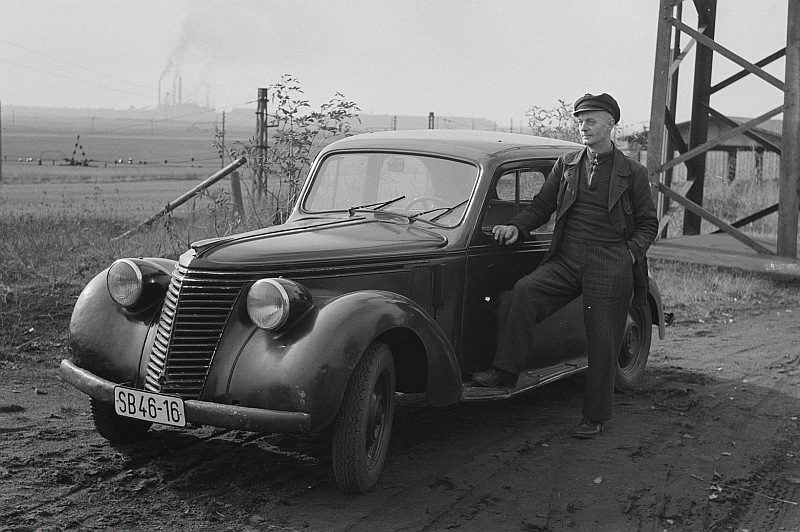
Fiat 1500 C of D met de nieuwe neus die sinds 1940 gebruikt werd

Na de Tweede Wereldoorlog hernam Fiat de productie van zijn vooroorlogse modellen: de  500 Topolino, de 1100 en de 1500 C. Het eerste volledig nieuwe naoorlogse ontwerp zou pas in 1950 op de markt verschijnen met de Fiat 1400. In afwachting werden er verbeteringen aangebracht aan de vooroorlogse modellen om ze competitief te houden op de markt. De resulterende Fiat 1500 D werd voorgesteld op het Autosalon van Turijn in 1948. Uiterlijk was de 1500 D nauwelijk te onderscheiden van de 1500 C, terwijl er op mechanisch vlak aanzienlijke verschillen waren. De voorste ophanging was vervangen door een ontwerp met dubbele draagarmen, vergelijkbaar met de 1100. Daarom moest ook de besturing gewijzigd worden. De motor was uitgerust met een Weber-carburateur met dubbele choke en had een hogere compressieverhouding, waardoor het vermogen naar 35 kW (47 pk) steeg en de topsnelheid toenam tot 120 km/u.

### 1500 E (1949)
De vijfde en laatste versie van de 1500, de Fiat 1500 E, werd voor het eerst getoond in 1949 samen met de eveneens bijgewerkte 1100 E. Het belangrijkste kenmerk van deze "E"-modellen was de bagageruimte die voortaan van buitenaf toegankelijk was.
De carrosserie van de 1500 werd hertekend waarbij de aflopende achterkant, die sinds 1935 vrijwel ongewijzigd was gebleven, vervangen werd door een meer klassieke kofferbak. Samen met robuustere bumpers maakte dit de wagen zo'n 3 cm langer. De achterruit bestond voortaan uit één stuk. Ook de transmissie werd herzien met een versterkte koppeling en een versnellingspook die op de stuurkolom gemonteerd was.
Na 15 jaar productie werd de 1500 in 1950 opgevolgd door de volledig nieuwe Fiat 1400 met zelfdragende carrosserie.

## Fotogalerij

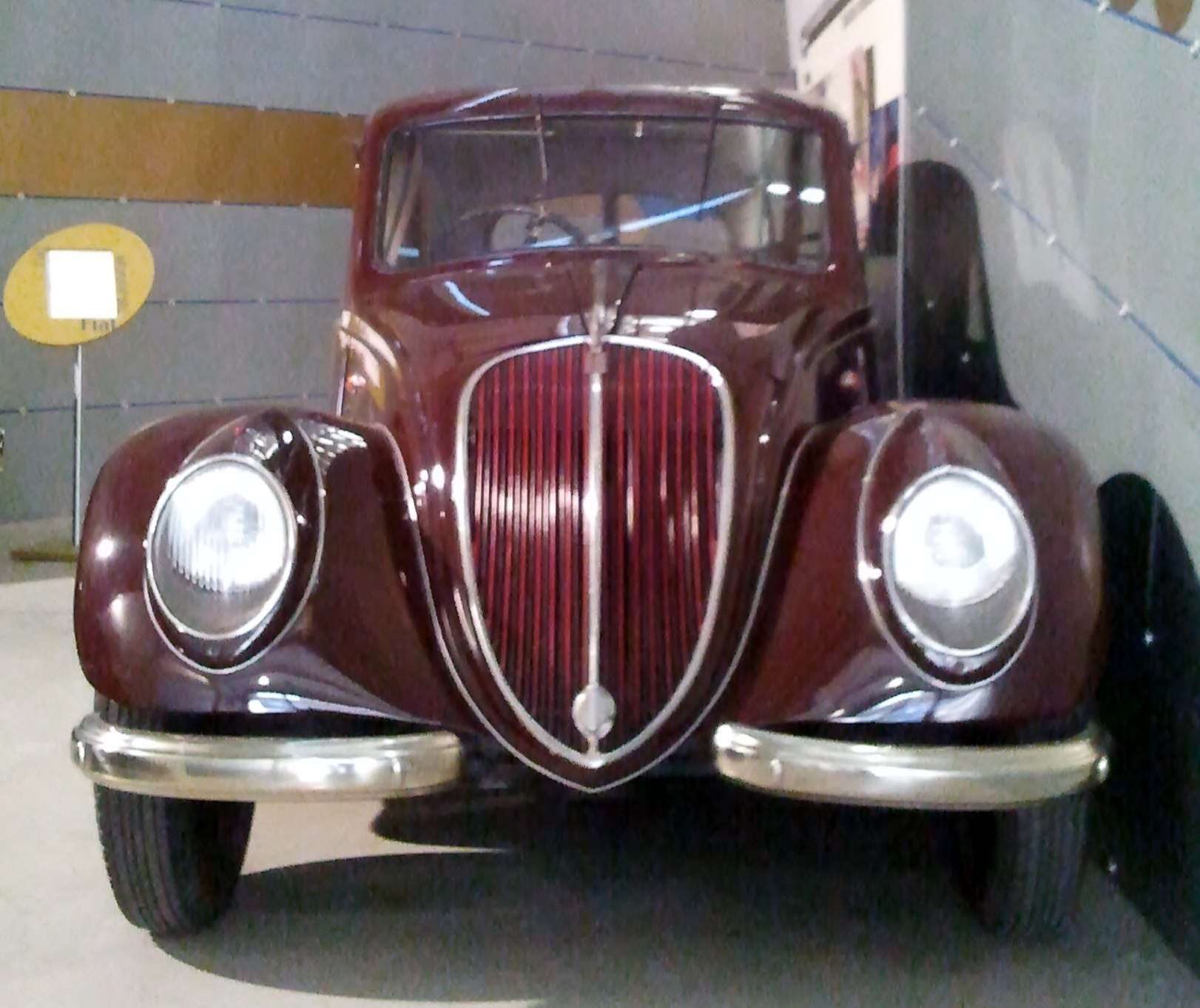
Fiat 1500 Berlina
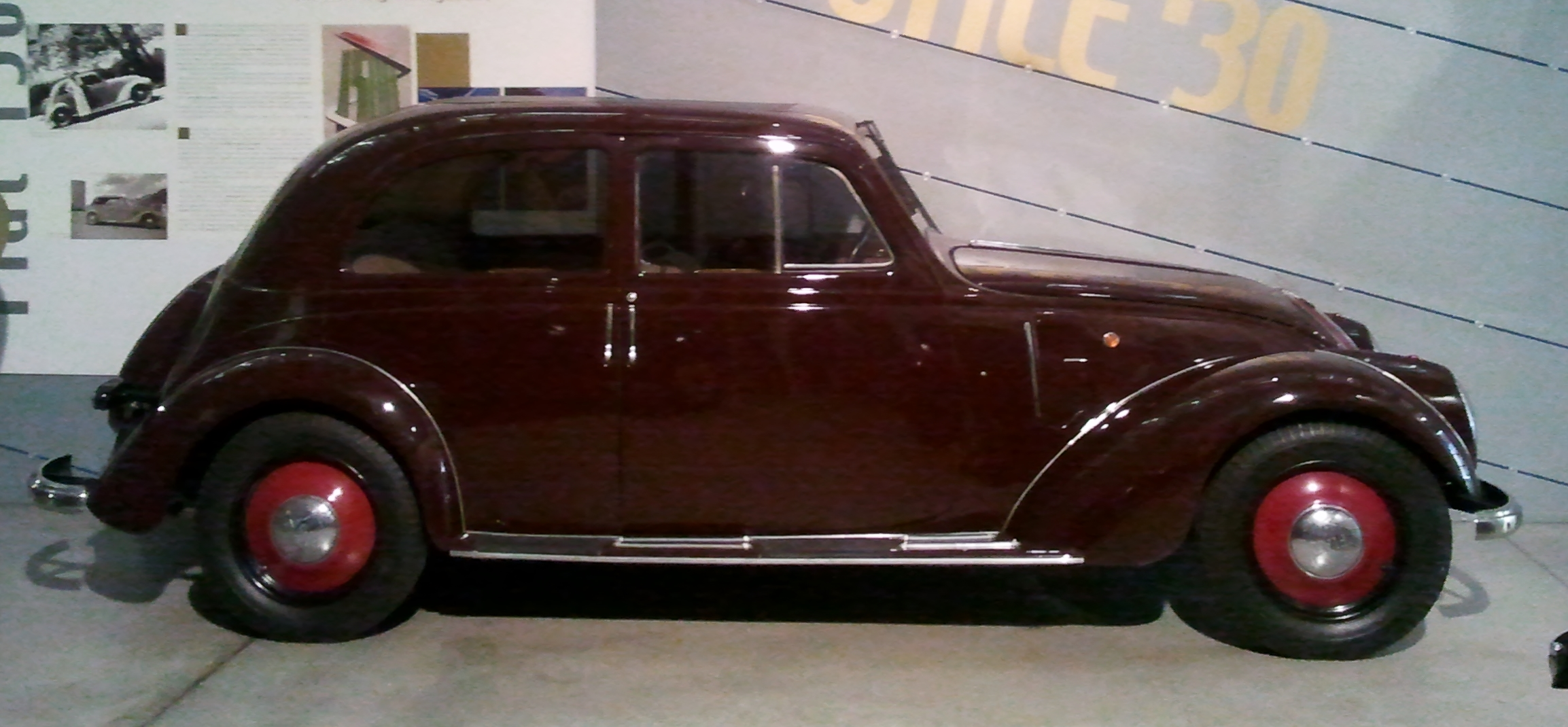
Fiat 1500 Berlina, zijaanzicht
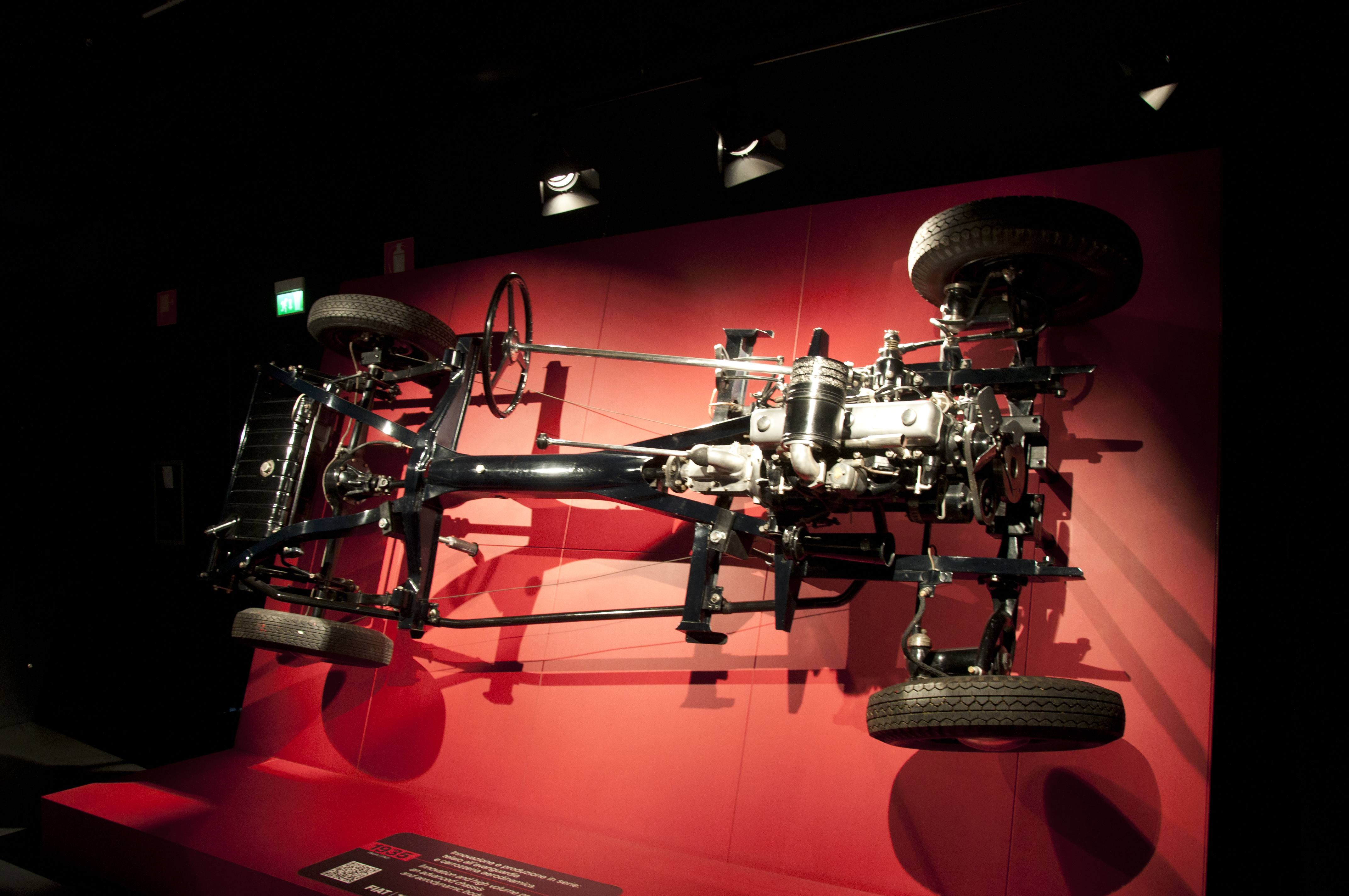
Het "rollend chassis" van de Fiat 1500
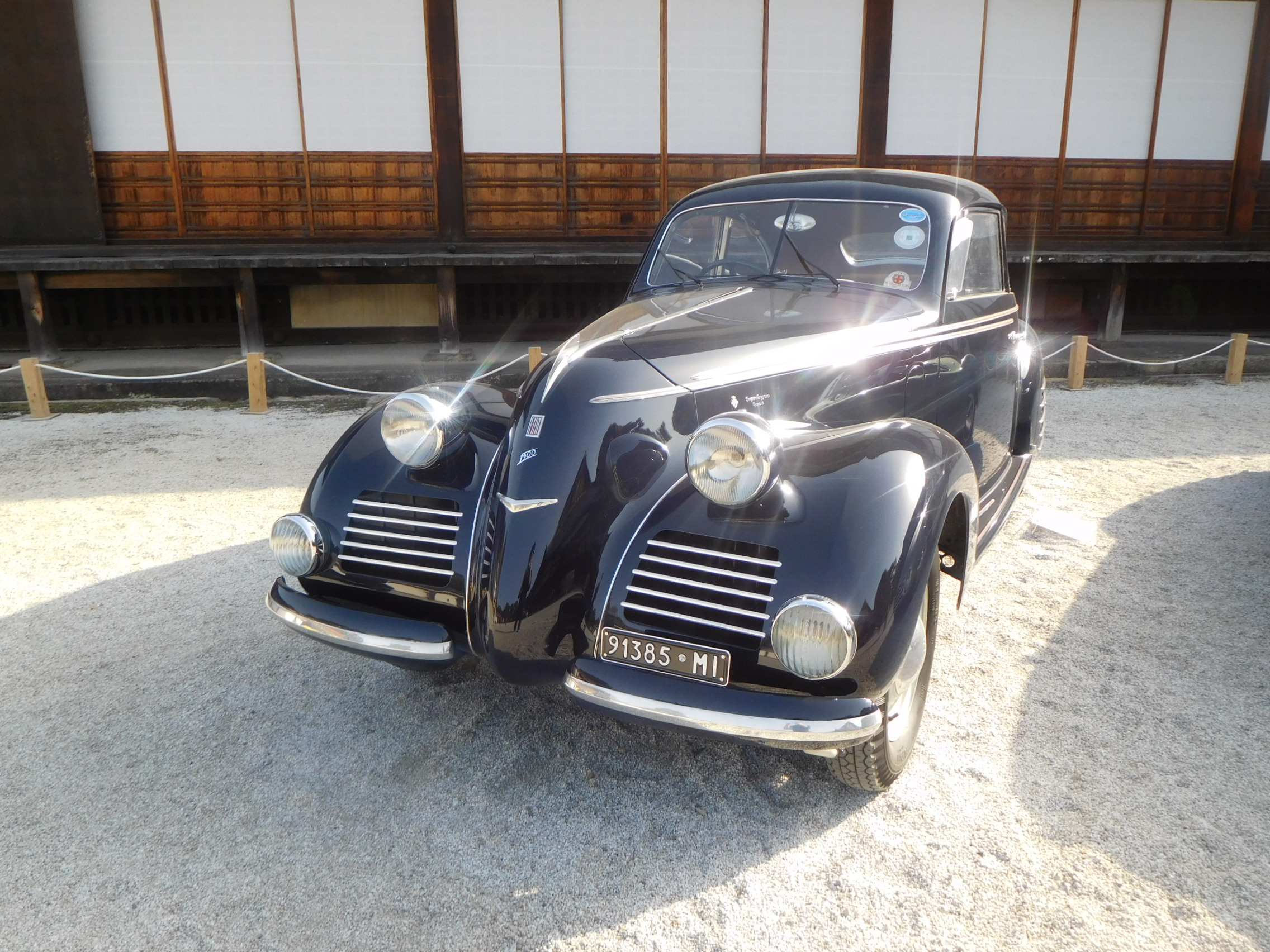
Fiat 1500 uit 1939 met een carrosserie van Touring
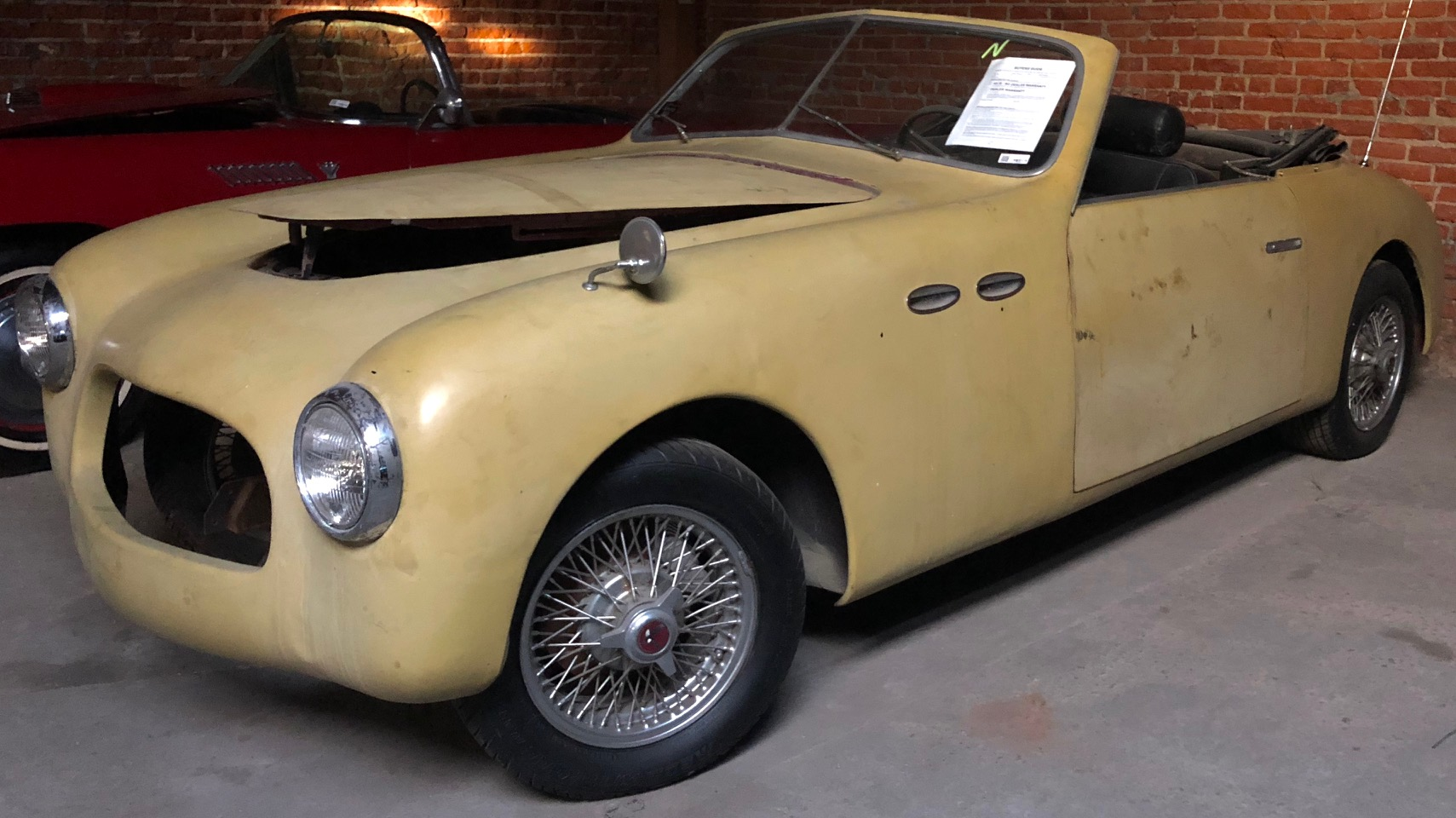
Fiat 1500 "Riviera" uit 1949 met een carrosserie van Farina

Huidige modellen: 
124 Spider ·
500 ·
500e ·
500L ·
500X ·
600 ·
Aegea ·
Argo ·
Cronos · 
Doblò · 
Ducato ·
Fiorino ·
Fullback ·
Linea ·
Palio · 
Panda · 
Punto · 
Qubo ·
Scudo · 
Siena ·
Strada ·
Tipo · 
Ulysse
Historische modellen na de Tweede Wereldoorlog: 
124 · 
125 · 
126 · 
127 · 
128 · 
130 · 
131 · 
132 · 
133 · 
147 · 
148 · 
242 ·
500 ·
600 · 
600 Multipla · 
850 · 
1100 · 
1200 · 
1300/1500 · 
1400/1900 · 
1800/2100 · 
2300 · 
Albea ·
Argenta · 
Barchetta · 
Bianchina ·
Bravo · 
Brío · 
Campagnola · 
Cinquecento · 
Coupé · 
Croma · 
Dino · 
Duna · 
Elba ·
Fiorino ·
Freemont ·
Grande Punto ·
Idea ·
Marea · 
Marengo · 
Mod 5 · 
Multipla · 
Oggi · 
Panorama · 
Penny · 
Prêmio · 
Regata · 
Ritmo · 
Sedici ·
Seicento · 
Spazio · 
Stilo ·
Talento · 
Tempra · 
Tipo · 
Turbina · 
Uno · 
Vivace · 
X1/9
Historische modellen voor de Tweede Wereldoorlog: 
1 · 
1T · 
10 HP · 
12 HP · 
24 HP · 
2B Torpedo · 
4 HP · 
501 · 
502 · 
503 · 
505/507 · 
508 · 
509 · 
510/512 · 
514 · 
515 · 
518 · 
519 · 
520 · 
521 · 
522 · 
524 · 
525 · 
527 · 
60 HP · 
70 · 
801 · 
1100 · 
1500 · 
2800 · 
Brevetti · 
Laundolet · 
Modello O · 
Tipo 2 · 
Tipo Torpedo · 
Topolino · 
Zero